# Vasaloppet 2007

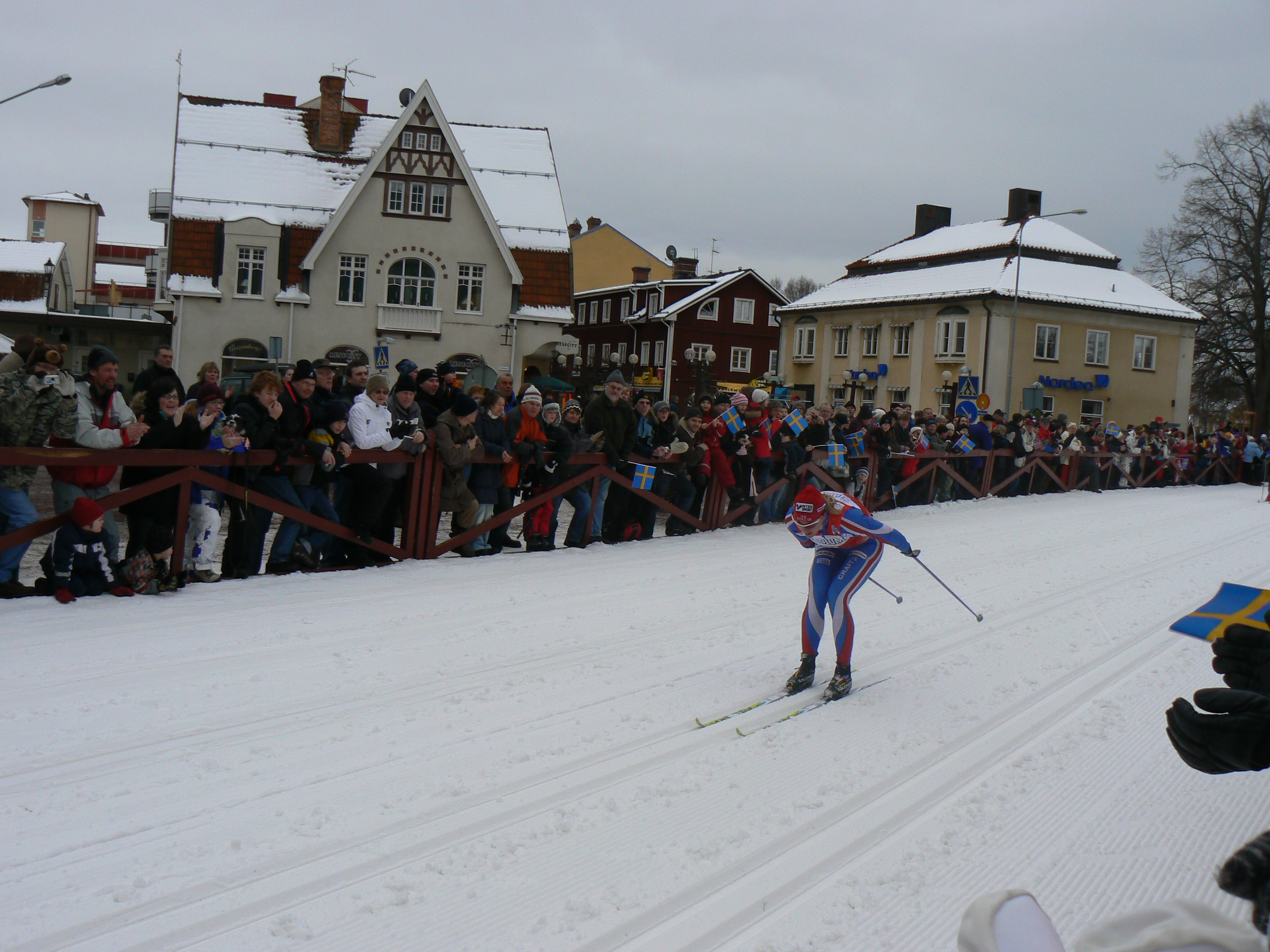
Elin Ek vinner damklassen.

Vasaloppet 2007 avgjordes den 4 mars 2007 och vanns av Oskar Svärd, Ulricehamns IF. Damklassen vanns av Elin Ek, IFK Mora SK. Kranskulla var Eva Svensson och Kransmas var Lars Suther.

## Resultat
Resultat, Herrar 

| Placering | Startnummer | Namn               | Klubb/Land/Ort          | Tid     |
| --------- | ----------- | ------------------ | ----------------------- | ------- |
| 1         | 5           | Oskar Svärd        | Ulricehamns IF          | 4:43:40 |
| 2         | 2           | Jerry Ahrlin       | Östersunds Skidlöparekl | 4:43:42 |
| 3         | 8           | Jörgen Aukland     | Norge                   | 4:44:05 |
| 4         | 168         | Jörgen Brink       | IFK Umeå                | 4:44:05 |
| 5         | 6           | Rikard Andreasson  | IFK Mora SK             | 4:44:07 |
| 6         | 174         | Fredrik Östberg    | Falun-Borlänge SK       | 4:44:42 |
| 7         | 192         | John Kristian Dahl | Norge                   | 4:44:43 |
| 8         | 14          | Anders Hallingstad | Norge                   | 4:45:00 |
| 9         | 17          | Erik Eriksson      | IFK Mora SK             | 4:45:00 |
| 10        | 12          | Raul Olle          | Estland                 | 4:45:07 |

Resultat, Damer

| Placering | Startnummer | Namn                 | Klubb/Land/Ort          | Tid     |
| --------- | ----------- | -------------------- | ----------------------- | ------- |
| 1         | 18124       | Elin Ek              | IFK Mora SK             | 4:48:29 |
| 2         | 17567       | Jenny Hansson        | Östersunds Skidlöparekl | 4:50:42 |
| 3         | 17548       | Lara Peyrot          | Italien                 | 4:53:15 |
| 4         | 17875       | Sandra Hansson       | Uddevalla IS            | 4:53:32 |
| 5         | 17486       | Nina Lintzén         | Högbo AIK               | 4:57:22 |
| 6         | 18224       | Maria Magnusson      | Hakarpspojkarna         | 5:04:22 |
| 7         | 18224       | Inger Lise Vestlund  | IFK Mora SK             | 5:14:54 |
| 8         | 17674       | Gunvor Landsem       | Norge                   | 5:17:31 |
| 9         | 17531       | Alessandra Rigamonti | Italien                 | 5:20:06 |
| 10        | 18108       | Emma Engstrand Stora | Tuna IK Skidklubb       | 5:20:09 |

## Spurtpriser
Herrar

| Etapp        | Startnummer | Namn                | Klubb/Land/Ort    | Tid     | Prispengar |
| ------------ | ----------- | ------------------- | ----------------- | ------- | ---------- |
| Smågan       | 296         | Erling Christiansen | Norge             | 0:33:39 | 5 000 kr   |
| Mångsbodarna | 62          | Henrik Sollie       | Norge             | 1:14:45 | 5 000 kr   |
| Risberg      | 204         | Gustaf Berglund     | Åsarna IK         | 1:49:47 | 5 000 kr   |
| Evertsberg   | 176         | Kalle Gräfnings     | Falun-Borlänge SK | 2:33:50 | 10 000 kr  |
| Oxberg       | 204         | Gustaf Berglund     | Åsarna IK         | 3:16:31 | 5 000 kr   |
| Hökberg      | 6           | Rikard Andreasson   | IFK Mora SK       | 3:47:11 | 5 000 kr   |
| Eldris       | 14          | Anders Hallingstad  | Norge             | 4:20:56 | 5 000 kr   |

Damer

| Etapp      | Startnummer | Namn    | Klubb/Land/Ort | Tid     | Prispengar |
| ---------- | ----------- | ------- | -------------- | ------- | ---------- |
| Evertsberg | 18124       | Elin Ek | IFK Mora SK    | 2:34:57 | 5 000 kr   |